# Leuronota corniger
Leuronota corniger är en insektsart som först beskrevs av Crawford 1919.  Leuronota corniger ingår i släktet Leuronota och familjen spetsbladloppor. Inga underarter finns listade i Catalogue of Life.